# Marca Trevigiana
Marca Trevigiana è un'espressione sorta nel XII secolo per indicare il territorio che si estendeva attorno alla città di Treviso.

## Storia
Non esistette mai una vera e propria marca di Treviso (ovvero una circoscrizione del Sacro Romano Impero retta da un marchese), quindi con questa locuzione ci si riferiva a un'area geografica con confini non meglio precisati: ora la zona orientale della Marca di Verona, poi quella occidentale della Marca del Friuli, quindi il territorio del libero comune di Treviso (l'area compresa tra i fiumi Brenta e Piave, cui si aggiunse anche l'Opitergino). Risale al Duecento la definizione di Marca gioiosa et amorosa data al territorio in un periodo particolarmente fiorente dal punto di vista politico ed economico.
La più antica definizione dei confini della Marca Trevigiana si trova in un verso leonino del XII secolo “Monti, Musoni, Ponto Dominorque Naoni” che significa: dai monti del bellunese alle lagune venete e dal fiume Musone, che scorre ad occidente nei pressi di Castelfranco, fino al fiume Noncello che bagna Pordenone).
A partire dal XIV secolo l'espressione servì per riferirsi alla totalità delle conquiste veneziane in terraferma.
Attualmente con "Marca Trevigiana" si intende la provincia di Treviso.

### Il marchese di Treviso
Nel 1381, al termine della guerra di Chioggia, i Veneziani furono costretti a consegnare Treviso e i territori circostanti al duca d'Austria. Leopoldo III d'Asburgo si fregiò dunque, utilizzandolo per la prima volta, del titolo di Marchese di Treviso (Marchionem totius patriae). Il principe continuò ad utilizzarlo, ormai con valenza puramente onorifica, anche dopo la cessione della Marca al signore di Padova.
Anche don Pedro del Portogallo, investito nel 1418 dall'imperatore Sigismondo di Lussemburgo, utilizzò il titolo di Marchese di Treviso: in questo caso l'investitura è però fin dal principio puramente onorifica, la Marca era infatti, già a partire dal 1389, passata alla Serenissima.